# نجا رقيقة الساق
نجا رقيقة الساق (الاسم العلمي:Najas tenuicaulis) هي نوع من النباتات تتبع جنس النجا من فصيلة الحب المائية.